# Staurois
Staurois – rodzaj płazów bezogonowych z rodziny żabowatych (Ranidae).

## Zasięg występowania
Rodzaj obejmuje gatunki występujące na Borneo i Filipinach.

## Systematyka
Rodzaj zdefiniował w 1865 roku amerykański paleontolog i anatom porównawczy Edward Drinker Cope w artykule poświęconym opisowi głównych grup płazów bezogonowych, opublikowanym w czasopiśmie Natural History Review. Gatunkiem typowym jest (późniejsze oznaczenie) S. natator.

### Etymologia
- Staurois: gr. σταυρος stauros ‘pal, krzyż’[4].
- Simomantis: gr. σιμος simos ‘zadarty nos, płaskonosy’[5]; μαντις mantis, μαντεως manteōs ‘żaba drzewna’[6]. Gatunek typowy  (oryginalne oznaczenie): Ixalus latopalmatus Boulenger, 1887.

### Podział systematyczny
Do rodzaju należą następujące gatunki:
- Staurois guttatus (Günther, 1858)
- Staurois latopalmatus (Boulenger, 1887)
- Staurois natator (Günther, 1858)
- Staurois nubilus (Mocquard, 1890)
- Staurois parvus Inger & Haile, 1959
- Staurois tuberilinguis Boulenger, 1918 – brzeżnica borneańska[7]